# Tenimyu
Musical The Prince of Tennis (ミュージカル・テニスの王子様 Myūjikaru Tenisu no Ōjisama?), ook bekend als de "Tenipuri Musicals", "Tenimyu" of "Gekipuri" is een serie van Japanse musicals geregisseerd door Yukio Ueshima (en later ook Shinnosuke Motoyama). De musicals zijn gebaseerd op de Prince of Tennis manga serie door Konomi Takeshi, die tussen 1999 en 2008 gepubliceerd werd door Shueisha in het tijdschrift Weekly Shonen Jump.
De eerste musical ging in première in de Golden Week van 2003 en maakte onverwachts succes, voornamelijk bij het vrouwelijk publiek. De vraag naar meer merchandise nam toe en dit moedigde Marvelous Entertainment aan om door te gaan met de musical series. Iedere musical dekt een deel van de verhaallijn van de manga. Enkele aanpassingen vonden echter plaats om het verhaal geschikt te maken voor een musicalproductie. Zo werden onder andere alle vrouwelijk personages en irrelevante scènes eruit geknipt.
In het begin waren de zalen niet uitverkocht en was de productie was slechts een uitprobeersel. Op manga gebaseerde musical waren niet vaak te zien, als ze er al waren. Maar, binnen 5 jaar werd de musical productie zo populair dat het dubbel casten van personages noodzakelijk werd om het grote aantal voorstellingen bij te benen. Daarnaast was het mogelijk om overzeese voorstellingen te houden in Korea en Taiwan. Ook werden meerdere shows live uitgezonden in verschillende bioscopen in het hele land om het tekort aan stoelen in het theater op te lossen. Uiteindelijk werd de musical productie het debuut voor veel van Japans jonge talenten, waaronder Kimeru, Kazuki Kato en Yuu Shirota. Ook Europa bleef niet ongemoeid. In 2009 brachten drie van de acteurs (namelijk Ryousuke Katou, Shintarou Akiyama and Yuuichirou Hirata) een bezoekje aan Parijs tijden de 10e editie van de Japan Expo
Na 7 jaar, 22 musicals, 5 casts en ongeveer 150 verschillende acteurs kwam het "eerste seizoen" met de uitvoering van Dream Live 7th op 23 mei 2010 tot een eind. Niet lang daarna werd de start van een "tweede seizoen" aangekondigd dat eerder dit jaar in première ging. Het nieuwe seizoen heeft een compleet nieuw cast en een nieuw script, maar zal hetzelfde verhaal dekken als het eerste seizoen.

## Verhaal
Ryoma Echizen is een 12-jarig tennistalent. Nadat hij vier jaar op rij het American Junior Tournament heeft gewonnen, keert hij terug naar Japan om bij zijn vader (een voormalig pro-tennisser) te wonen. Hij gaat naar Seishun Gakuen (青春学園), ook bekend als Seigaku (青学) in het kort, een middelbare school bekend om zijn sterke tennisclub en getalenteerde spelers. Hij sluit zich aan bij deze club en verslaat al gauw de ouderejaars en verzekert zichzelf van een plaatsje bij de regulars, de teamleden die worden ingezet tijdens wedstrijden tussen verschillende scholen uit de regio. Het ultieme doel van de club is het winnen van het Nationale Middelbare Scholen Tennis Toernooi. Op hun weg naar succes moeten ze veel ontberingen doorstaan, maar ze maken ook veel nieuwe vrienden en krijgen steeds meer complexe technieken onder de knie. Uiteindelijk blijft het natuurlijk de grote vraag of ze de beste van het land kunnen worden.

## Uitvoeringen
Het eerste seizoen dat in 2003 van start ging en na 7 jaar in 2010 eindigde, telt een totaal van 22 verschillende musicals. Onder deze musical vallen twee "soorten" te onderscheiden.
1. plot musicals : deze musicals volgen de plot van de manga.[7]. Er zijn 15 plot musicals in totaal.
2. live concerten (zogenoemde Dream Live’s): dit zijn alternatieve uitvoeringen met liedjes uit de voorgaande musicals en parodieën.[8] Er zijn 7 live concerten in totaal.

Naast de twee bovengenoemde soorten, worden verschillende musicals daarnaast ook geclassificeerd als re-runs (een herhaling van een voorgaande musical) of graduation shows (zie onder). In het eerste seizoen kwam het 3 keer voor dat er een herhaling van een eerdere musical plaatsvond. Het tweede seizoen ging in 2011 van start. Voorlopig zijn de data van de eerste twee plot musicals bekend.

### Graduation Show
De graduation shows (graduate: afstuderen, een naam ontstaan naar aanleiding van de school zetting van het verhaal) zijn een belangrijk aspect van de musical serie. Een graduation show is een uitvoering die wordt uitgevoerd door de "huidige" Seigaku cast, voordat een nieuwe cast het stokje van hen overneemt. Deze uitvoeringen lost ten eerste het probleem van de ouder wordende acteurs op, maar aan de andere kant dragen ze bij aan het doel van de musicals om jonge talenten een kans te geven zich te ontwikkelen en zich bekend te maken bij het publiek. Dit betekent echter niet dat iedere acteurs gedwongen is om de productie tijdens deze uitvoering te verlaten. In verband met persoonlijke omstandigheden en verschillende contracten is het mogelijk dat een acteur langer blijft of later in de productie terugkomt om nogmaals zijn rol te vertolken.※ In vergelijking met normale uitvoeringen, laat een graduation show ruimte over voor iedere acteur om nog een (dank)woordje te spreken tot het publiek, voordat deze de productie verlaat. In het eerste seizoen van de productie vonden de graduation shows ongeveer iedere 1,5 jaar plaats (na 4/5 musicals).
1. Kotaro Yanagi verliet de musical productie niet tijdens Side Fudomine samen met de andere leden van de Eerste Seigaku cast, omdat hij minder dan twee weken voor de première van Remarkble Match Fudomine betrokken raakte bij een ongeluk en zich vervroegd moest terugtrekken uit de musical serie.[10] Hij keerde later terug en verliet de productie uiteindelijk samen met de andere leden van de Tweede Seigaku cast.
2. Yuya Endo verliet de musical niet samen met de andere leden van de Eerste Seigaku cast, omdat hij pas later (Dream Live 1st) als vervanger van Kotaro Yanagi in de productie betrokken raakte. Hij verliet de serie uiteindelijk alleen tijdens Dream Live 2nd.
3. Zowel Hiroki Aiba als Tomo Yanagishita verlieten beiden de productie niet samen met de leden van respectievelijk de Tweede Seigaku cast en de Derde Seigaku cast, om als gids te dienen voor de nieuwe leden van de Seigaku cast. Hiroki Aiba verliet de serie uiteindelijk samen met de leden van de Derde Seigaku cast. Tomo Yanagishita verliet de serie alleen tijdens Dream Live 5th.
4. Zowel Kousuke Kujirai en Hiroki Aiba keerden later in de productie terug. Kousuke Kujirai, die eerder als lid van de Tweede Seigaku cast de productie verliet, keerde in Advancement Match Rokkaku terug, omdat de acteur (Takahiro Tasaki) die oorspronkelijk gecast was voor de rol zich op het laatste moment terugtrok. Hiroki Aiba keerde tijdens de uitvoeringen van the Imperial Presence Hyoutei terug voor de rol van Shusuke Fuji, omdat het onmogelijk bleek op tijd een acteur te vinden om te rol te vertolken naast de leden van de Vijfde Seigaku cast.
5. Alle leden van de Eerste Seigaku cast keerden in Dream Live 7th terug om nog eenmaal hun rollen te vertolken, samen met de leden van de Vijfde Seigaku cast.

### Lijst van uitvoeringen

#### Eerste seizoen
| Jaar       | Data                      | Titel                                                              |
| ---------- | ------------------------- | ------------------------------------------------------------------ |
| 2003       | 30 april - 5 mei          | Musical The Prince of Tennis                                       |
| 2003       | 7 - 15 augustus           | Musical The Prince of Tennis (zomer uitvoeringen)                  |
| 2003-20004 | 31 december - 5 januari   | Musical The Prince of Tennis: The Remarkble 1st Match Fudomine     |
| 2004       | 13 juni                   | Musical The Prince of Tennis: Dream Live 1st                       |
| 2004       | 29 juli - 15 augustus     | Musical The Prince of Tennis: More than Limit St.Rudolph           |
| 2004-2005  | 29 december - 2 januari   | Musical The Prince of Tennis: Side Fudomine                        |
| 2005       | 8 - 23 januari            | Musical The Prince of Tennis: Side Yamabuki                        |
| 2005       | 4 mei                     | Musical The Prince of Tennis: Dream Live 2nd                       |
| 2005       | 8 - 20 augustus           | Musical The Prince of Tennis: Imperial Match Hyoutei in Summer     |
| 2005-2006  | 19 - 2 januari            | Musical The Prince of Tennis: The Imperial Match Hyoutei in Winter |
| 2006       | 28 - 29 maart             | Musical The Prince of Tennis: Dream Live 3rd                       |
| 2006       | 3 - 25 augustus           | Musical The Prince of Tennis: Advancement Match Rokkaku            |
| 2006-2007  | 13 december - 27 januari  | Musical The Prince of Tennis: Absolute King Rikkaidai ~1st Service |
| 2007       | 30 - 31 maart 17 - 20 mei | Musical The Prince of Tennis: Dream Live 4th                       |
| 2007       | 2 augustus - 9 september  | Musical The Prince of Tennis: Absolute King Rikkaidai ~2nd Service |
| 2007-2008  | 12 december - 11 februari | Musical The Prince of Tennis: The Progressive Match Higa           |
| 2008       | 17 - 18 mei 24 - 25 mei   | Musical The Prince of Tennis: Dream Live 5th                       |
| 2008       | 29 juli - 3 november      | Musical The Prince of Tennis: The Imperial Presence Hyoutei        |
| 2008-2009  | 13 december - 31 maart    | Musical The Prince of Tennis: The Treasure Match Shitenhouji       |
| 2009       | 2 - 3 mei 9 - 10 mei      | Musical The Prince of Tennis: Dream Live 6th                       |
| 2009       | 30 juli - 4 oktober       | Musical The Prince of Tennis: The Final Match Rikkaidai First      |
| 2009-2010  | 17 december - 14 maart    | Musical The Prince of Tennis: The Final Match Rikkaidai Second     |
| 2010       | 7 - 9 mei 20 - 23 mei     | Musical The Prince of Tennis: Dream Live 7th                       |

#### Tweede seizoen
| Jaar | Data                    | Titel                          |
| ---- | ----------------------- | ------------------------------ |
| 2011 | 5 januari - 11 februari | Seigaku VS Fudomine            |
| 2011 | 31 maart - 15 mei       | Seigaku VS St.Rudolph/Yamabuki |

## Filmografie
Voor iedere musical, met uitzondering van de zomeruitvoering van "Musical The Prince of tennis", is een dvd uitgebracht. De dvd's van de eerste musicals bevatten slechts de opname van één uitvoering van de musical en een kleine hoeveelheid backstagemateriaal. Later in de productie werd er uitgebreider backstagemateriaal, fragmenten van andere uitvoeringen en "fixed screen"-versies toegevoegd aan de dvd's. Daarnaast wordt er voornamelijk onder liefhebbers bij de meeste dvd's onderscheid gemaakt tussen de "1e druk" en de "daaropvolgende uitgaven". In tegenstelling tot de "latere uitgaven" bevat de "1e druk" vaak nog een extraatje (o.a. posters, bromiden, kaartspellen, kalenders). De "1e druk" valt vaak alleen te verkrijgen indien besteld als pre-order, of indien gekocht als tweedehands.
Naast de Musical dvd's zijn er ook zogenaamde Supporter's DVD's uitgegeven. Deze zijn toegespitst op één cast uit de serie en bevatten vaak extra backstagemateriaal en het commentaar van de acteurs op hun uitvoeringen. In het geval van de 3e Seigaku-cast, bevatte hun dvd ook hun Graduation Ceremony.
Daarnaast zijn er nog twee extra dvd's uitgegeven. De eerste daarvan leert de kijker de danspasjes op twee van de musicalliedjes (On My Way en F.G.K.S.), de andere biedt een introductie op het tweede seizoen van de productie.
Van "The Imperial Presence Hyoutei" en "The Treasure Match Shitenhouji" zijn meerdere versies uitgebracht in verband met de dubbele casting van teams.

### Eerste seizoen

#### Musical-dvd's
| Jaar      | Verschenen                    | Titel |
| --------- | ----------------------------- | --- |
| 2003      | 20 september                  | Musical The Prince of Tennis |
| --        | --                            | Musical The Prince of Tennis (zomer uitvoeringen) |
| 2004      | 20 maart                      | Musical The Prince of Tennis: The Remarkble 1st Match Fudomine |
| 2004      | 1 september                   | Musical The Prince of Tennis: Dream Live 1st |
| 2004      | 20 november                   | Musical The Prince of Tennis: More than Limit St.Rudolph |
| 2005      | 20 maart                      | Musical The Prince of Tennis: Side Fudomine |
| 2005      | 20 april                      | Musical The Prince of Tennis: Side Yamabuki |
| 2005      | 20 september                  | Musical The Prince of Tennis: Dream Live 2nd |
| 2005      | 20 november                   | Musical The Prince of Tennis: Imperial Match Hyoutei in Summer |
| 2006      | 20 maart                      | Musical The Prince of Tennis: The Imperial Match Hyoutei in Winter |
| 2006      | 20 juni                       | Musical The Prince of Tennis: Dream Live 3rd |
| 2006      | 20 november                   | Musical The Prince of Tennis: Advancement Match Rokkaku |
| 2007      | 30 maart                      | Musical The Prince of Tennis: Absolute King Rikkaidai ~1st Service |
| 2007      | 27 juli                       | Musical The Prince of Tennis: Dream Live 4th |
| 2007      | 25 november                   | Musical The Prince of Tennis: Absolute King Rikkaidai ~2nd Service |
| 2008      | 3 mei                         | Musical The Prince of Tennis: The Progressive Match Higa |
| 2008      | 10 augustus                   | Musical The Prince of Tennis: Dream Live 5th |
| 2008 2009 | 22 november 9 mei 21 februari | Musical The Prince of Tennis: The Imperial Presence Hyoutei 4A Musical The Prince of Tennis: The Imperial Presence Hyoutei 5B Musical The Prince of Tennis: The Imperial Presence Hyoute Tokyo Return Shows (in oktober) |
| 2009      | 11 april 27 juni              | Musical The Prince of Tennis: The Treasure Match Shitenhouji 4A Musical The Prince of Tennis: The Treasure Match Shitenhouji 5B                                                                                          |
| 2009      | 30 juli                       | Musical The Prince of Tennis: Dream Live 6th |
| 2009      | 17 december                   | Musical The Prince of Tennis: The Final Match Rikkaidai First |
| 2010      | 20 mei                        | Musical The Prince of Tennis: The Final Match Rikkaidai Second |
| 2010      | 9 september                   | Musical The Prince of Tennis: Dream Live 7th |

#### Supporter-dvd's
| Jaar | Verschenen   | Titel                                                   |
| ---- | ------------ | ------------------------------------------------------- |
| 2006 | 20 augustus  | Supporter's DVD Vol.01 Seigaku 2nd Cast                 |
| 2006 | 30 oktober   | Supporter's DVD Vol.02 Yamabuki Cast                    |
| 2006 | 16 december  | Supporter's DVD Vol.03 Hyoutei Cast                     |
| 2007 | 20 februari  | Supporter's DVD Vol.04 Fudomine Cast & St. Rudolph Cast |
| 2007 | 28 april     | Supporter's DVD Vol.05 Seigaku 1st Cast                 |
| 2007 | 22 december  | Supporter's DVD Vol.06 Seigaku 3rd Cast                 |
| 2007 | 22 december  | Supporter's DVD Vol.06 Seigaku 3rd cast + Graduation    |
| 2008 | 5 april      | Supporter's DVD Vol.07 Rokkaku cast                     |
| 2008 | 20 september | Supporter's DVD Vol.08 Rikkaidai Fuzoku cast            |
| 2009 | 7 maart      | Supporter's DVD Vol.09 Higa cast                        |
| 2009 | 29 oktober   | Supporter's DVD Vol.10 Seigaku 4th Cast TOP ver.        |
| 2009 | 29 oktober   | Supporter's DVD Vol.10 Seigaku 4th Cast BOTTOM ver.     |
| 2009 | 28 november  | Supporter's DVD Vol.11 Hyoutei Nationals cast           |
| 2010 | 27 februari  | Supporter's DVD Vol.12 Shitenhouji A cast               |
| 2010 | 27 februari  | Supporter's DVD Vol.13 Shitenhouji B cast               |
| 2010 | 31 juli      | Supporter's DVD Vol.14 Seigaku 5th cast                 |
| 2010 | 30 september | Supporter's DVD Vol. 15 Rikkaidai Fuzoku Nationals cast |

#### Extra
| Jaar | Verschenen | Titel |
| ---- | ---------- | --- |
| 2009 | 24 juli    | TENIMYU COLLECTION Musical the Prince of Tennis: The Absolute King Rikkaidai ~1st Service - geen bonus materiaal |
| 2009 | 24 juli    | TENIMYU COLLECTION Musical the Prince of Tennis: The Absolute King Rikkaidai ~2nd Service - geen bonus materiaal |
| 2010 | 28 april   | Musical the Prince of Tennis ENCORE! ~ FGKS/On My Way                                                            |

### Tweede seizoen

#### Musical-dvd's
| Jaar | Verschenen | Titel                                                         |
| ---- | ---------- | ------------------------------------------------------------- |
| --   | --         | Musical the Prince of Tennis: Seigaku VS Fudomine             |
| --   | --         | Musical the Prince of Tennis: Seigaku VS St.Rudolph/ Yamabuki |

#### Extra
| Jaar | Verschenen  | Titel                                                  |
| ---- | ----------- | ------------------------------------------------------ |
| 2010 | 18 december | Musical The Prince of Tennis 2nd Season: The Beginning |

## Discografie
Met uitzondering van de winter uitvoering van "The Imperial Match Hyoutei" en de zomer uitvoering van "Musical The Prince of Tennis", is er voor iedere musical een cd uitgegeven met daarop alle nummers gezongen in de desbetreffende musical. Daarnaast zijn er ook 4 singles en 13 Best of Actor Series-cd's uitgebracht. De singles bevatten meerdere versies van een nummer dat eerder werd uitgevoerd in de musicals. De Best of Actor Series-cd's bevatten nummers gezongen door één of twee acteurs die al eerder in de musical werden uitgevoerd of compleet nieuw zijn. Voor zowel de musical-cd's als de Best of Actor-cd's werden ook Box Sets uitgegeven.
In verband met dubbele casts werden van "The Imperial Presence Hyoutei", "The Treasure Match Shitenhouji" en de "Complete Box 3" meerdere versies uitgegeven.
De cd's voor "The Imperial Match Hyoutei in Winter" en "The Best of Actor Series 013" zijn alleen te verkrijgen door het aanschaffen van de box sets.

### Eerste Seizoen

#### Soundtrackalbums
| Jaar      | Uitgave                         | Titel |
| --------- | ------------------------------- | --- |
| 2003      | 24 juli                         | Musical The Prince of Tennis |
| --        | --                              | Musical The Prince of Tennis (zomer uitvoeringen) |
| 2004      | 21 april                        | Musical The Prince of Tennis: The Remarkble 1st Match Fudomine |
| 2004      | 1 september                     | Musical The Prince of Tennis: Dream Live 1st |
| 2004      | 20 november                     | Musical The Prince of Tennis: More than Limit St.Rudolph |
| 2005      | 21 maart                        | Musical The Prince of Tennis: Side Fudomine |
| 2005      | 21 april                        | Musical The Prince of Tennis: Side Yamabuki |
| 2005      | 20 augustus                     | Musical The Prince of Tennis: Dream Live 2nd |
| 2005      | 20 november                     | Musical The Prince of Tennis: Imperial Match Hyoutei in Summer |
| --        | --                              | Musical The Prince of Tennis: The Imperial Match Hyoutei in Winter - Alleen uitgegeven in combinatie met Complete Box Set 1                                                                                              |
| 2006      | 14 juni                         | Musical The Prince of Tennis: Dream Live 3rd |
| 2006      | 15 november                     | Musical The Prince of Tennis: Advancement Match Rokkaku |
| 2007      | 28 maart                        | Musical The Prince of Tennis: Absolute King Rikkaidai ~1st Service |
| 2007      | 27 juni                         | Musical The Prince of Tennis: Dream Live 4th |
| 2007      | 14 november                     | Musical The Prince of Tennis: Absolute King Rikkaidai ~2nd Service |
| 2008      | 23 april                        | Musical The Prince of Tennis: The Progressive Match Higa |
| 2008      | 17 juli                         | Musical The Prince of Tennis: Dream Live 5th |
| 2008 2009 | 5 november 3 december 7 januari | Musical The Prince of Tennis: The Imperial Presence Hyoutei 4A Musical The Prince of Tennis: The Imperial Presence Hyoutei 5B Musical The Prince of Tennis: The Imperial Presence Hyoute Tokyo Return Shows (in October) |
| 2009      | 25 maart 24 juni                | Musical The Prince of Tennis: The Treasure Match Shitenhouji 4A Musical The Prince of Tennis: The Treasure Match Shitenhouji 5B                                                                                          |
| 2009      | 8 juli                          | Musical The Prince of Tennis: Dream Live 6th |
| 2009      | 17 december                     | Musical The Prince of Tennis: The Final Match Rikkaidai First |
| 2010      | 12 mei                          | Musical The Prince of Tennis: The Final Match Rikkaidai Second |
| 2010      | 25 Augustus                     | Musical The Prince of Tennis: Dream Live 7th |

#### Singles
| Jaar | Uitgave  | Titel                                                    |
| ---- | -------- | -------------------------------------------------------- |
| 2006 | 22 maart | On My Way                                                |
| 2007 | 28 maart | Finalist                                                 |
| 2008 | 23 april | F.G.K.S.                                                 |
| 2009 | 30 april | Refresh Aratana Jibun e ~Hyoutenka no Jounetsu ~ The TOP |

#### Best of Actor Series
| Jaar | Uitgave     | Titel                                                                                                   |
| ---- | ----------- | --- |
| 2005 | 19 december | The Best of Actor Series 001: Shirota Yuu as Tezuka Kunimitsu                                           |
| 2005 | 19 december | The Best of Actor Series 002: Kato Kazuki as Atobe Keigo                                                |
| 2006 | 26 juli     | The Best of Actor Series 003: Aiba Hiroki as Fuji Syusuke                                               |
| 2006 | 26 juli     | The Best of Actor Series 005: Saito Takumi as Oshitari Yuushi and Aoyagi Ruito as Mukahi Gakuto         |
| 2006 | 16 december | The Best of Actor Series 005: Sakurada Doori as Echizen Ryoma                                           |
| 2006 | 16 december | The Best of Actor Series 006: IRE as Amane Hikaru and Shindo Gaku as Kuroban Harukaze                   |
| 2007 | 25 juli     | The Best of Actor Series 007: Seto Kouji as Kikumaru Eiji and Takiguchi Yukihiro as Ooishi Syuichirou   |
| 2007 | 25 juli     | The Best of Actor Series 008: Nakagauchi Masataka as Niou Masaharu and Baba Toru as Yagyuu Hiroshi      |
| 2007 | 22 december | The Best of Actor Series 009: Kanesaki Kentarou as Sanada Genichirou and Yagami Ren as Yukimura Seiichi |
| 2007 | 22 december | The Best of Actor Series 010 Extra: Seigaku 3rd Regulars Memorial Edition                               |
| 2008 | 30 juli     | The Best of Actor Series 011: Watanabe Daisuke as Tezuka Kunimitsu                                      |
| 2008 | 30 juli     | The Best of Actor Series 012: Luke.C as Eishiro Kite                                                    |
| --   | --          | The Best of Actor Series 013: Karaoke CD - Alleen uitgegeven in combinatie met een boxset               |

#### Boxsets
| Jaar | Uitgave     | Titel |
| ---- | ----------- | --- |
| 2006 | 26 juli     | Complete Box 1 - Musical the Prince of Tennis, Remarkble 1st match Fudomine, More than Limit St.Rudolph, Side Fudomine, Side Yamabuki, The Imperial match Hyoutei in Winter + Extra CD |
| 2009 | 25 maart    | Best of Actors Series Complete Box - Best of Actor Series 001-013 |
| 2009 | 26 november | Complete Box 2 - The Imperial match Hyoutei in Summer, Advancement Match Rokkaku, Absolute King Rikkaidai ~first service, Absolute King Rikkaidai ~second service + The Final Match Rikkai First (Support Cast Version)                                                                                       |
| 2010 | 20 mei      | Complete Box 3 ver. 4 - The Progressive Match Higa, The Imperial Presence Hyoutei 4A, The Treasure Match Shitenhouji 4A + The Final Match Rikkai First Complete Box 3 ver. 5 - The Progressive Match Higa, The Imperial Presence Hyoutei 5B, The Treasure Match Shitenhouji 5B + The Final Match Rikkai First |